# روزگونه
روزگونه یا رودگونه (سده پنجم پیش از میلاد) شاهدخت هخامنشی، دختر خشایارشا یکم و شهبانو آمستریس و همچنین خواهر اردشیر یکم بود. وی احتمالاً با یکی از بزرگان پارسی ازدواج کرده اما به گفته کتزیاس او مانند خواهرش آمیتیس و مادرش آمستریس نقش بزرگی در دربار اردشیر بازی نمی‌کرد.